# Selige Märtyrer vom Münchner Platz Dresden

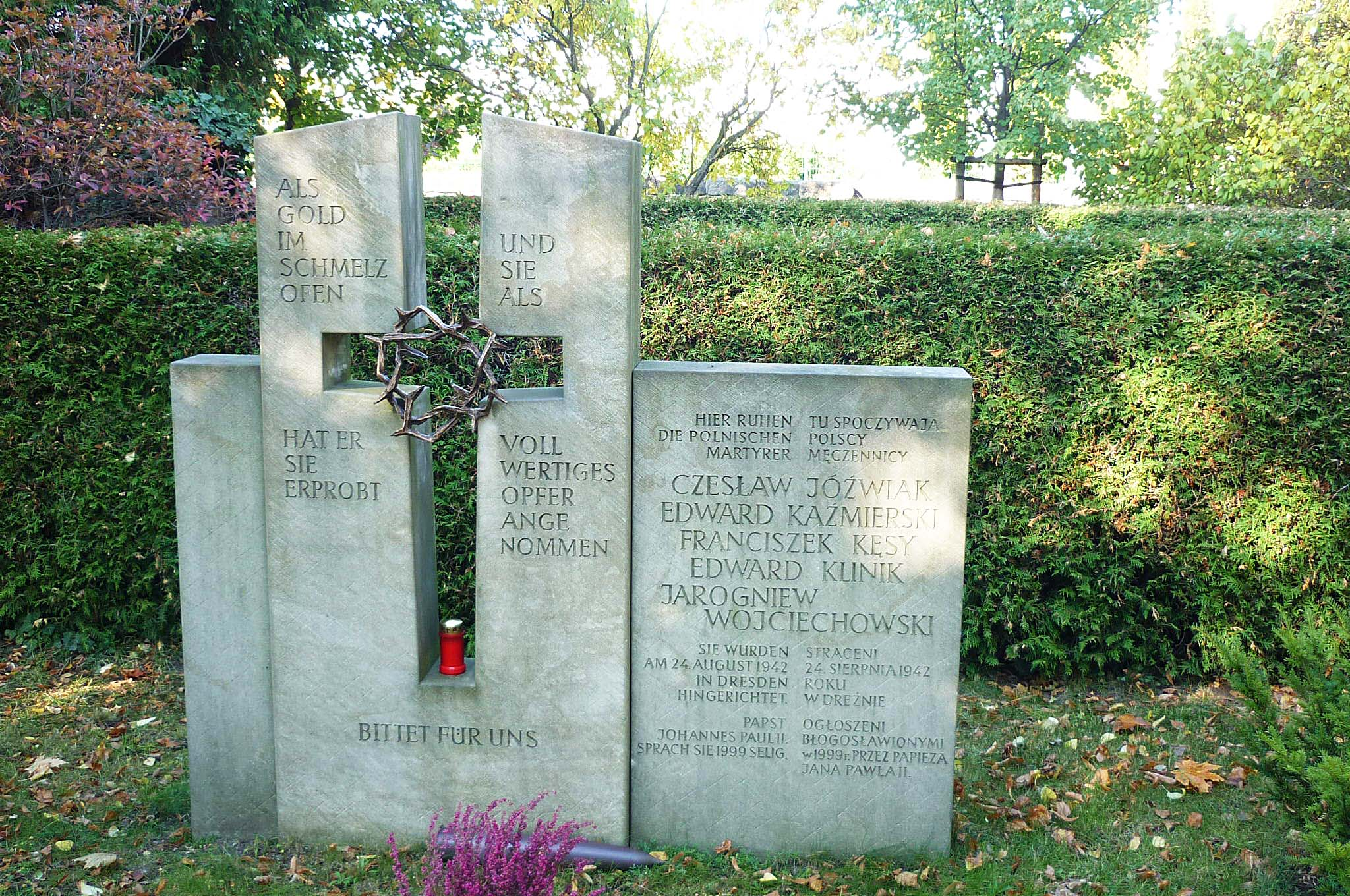
Grabstein von fünf polnischen Opfern der NS-Justiz auf dem Neuen Katholischen Friedhof in Dresden

Zur Gruppe der seligen Märtyrer vom Münchner Platz Dresden werden im Totengedenken der römisch-katholischen Kirche sechs polnische NS-Opfer zusammengefasst, die 1942 und 1943 in der Dresdner Richtstätte am Münchner Platz hingerichtet wurden. Sie gehören zu den Opfern der mit äußerster Härte betriebenen Germanisierungspolitik des nationalsozialistischen Deutschlands im sogenannten Warthegau, die sich nicht selten besonders gegen kirchliche Gruppen und Einzelpersonen wandte. Sie werden in Polen zu den polnischen Märtyrern des deutschen Besatzungsregimes im Zweiten Weltkrieg gezählt.

## Schicksale
Die Gruppe der sechs als Märtyrer seliggesprochenen Männer besteht aus fünf Heranwachsenden aus dem Umfeld des Oratoriums der Salesianer Don Boscos in Poznań, die im August 1942 hingerichtet wurden, und einem  Steyler Missionar aus Górna Grupa, der acht Monate später an derselben Stelle starb.

### Fünf Jungen aus dem Oratorium († 1942)
Die fünf Jungen Czesław Jóźwiak, Edward Kaźmierski, Franciszek Kęsy, Edward Klinik und Jarogniew Wojciechowski kannten sich aus dem Oratorium der Salesianer, einer kirchlichen Jugendfreizeiteinrichtung in Poznań, und trafen sich nach dessen Schließung durch das deutsche Militär nach dem Überfall auf Polen weiter. Kriegserlebnisse und die Erfahrungen der Besatzung forderten ihren patriotischen Widerstandsgeist heraus. Möglicherweise hatte die Gruppe Kontakte in die polnische Studenten- und Gymnasiastenszene, die sich im Untergrund zu Aktionen gegen die Deutschen verabredete, darunter zur sogenannten „Militärorganisation der Westgebiete“ (Wojskowa Organizacja Ziem Zachodnich, WOZZ). Sie wurden am 21. bzw. 24. September 1940 verhaftet und zunächst im berüchtigten Fort VII in Posen festgehalten. Am 16. November 1940 wurden sie in ein Gefängnis in Wronki überstellt. Im April 1941 kamen sie nach Berlin und im Mai 1942 wurden sie in das Zuchthaus Zwickau verlegt, wo man sie am 31. Juli 1942 wegen angeblicher Vorbereitung zum Hochverrat zum Tode verurteilte. Die jungen Männer wurden mit anderen Verurteilten aus dem polnischen Widerstand beschuldigt, Mitglieder der polnischen Nationalpartei SN gewesen zu sein. Das Urteil des Oberlandesgerichts Posen, für das die katholischen Überzeugungen der Angeklagten keine Rolle spielten, erging unter rückwirkender Anwendung der sogenannten Polenstrafrechtsverordnung vom 4. Dezember 1941, die besonders drakonische Strafen ermöglichte. Das Todesurteil wurde am 24. August 1942 in der Dresdner Richtstätte am Münchner Platz vollstreckt. Der Gefängnisseelsorger Pater Franz Bänsch OMI begleitete die aus insgesamt acht jungen Polen bestehende Gruppe der Verurteilten seelsorglich bis an das Schafott. Sie wurden am 28. August 1942 in einem Massengrab auf dem Äußeren Katholischen Friedhof in Dresden von einem Franziskanerpater beigesetzt. Die fünf Freunde aus dem Oratorium in Posen wurden am 13. Juni 1999 in Warschau von Papst Johannes Paul II. seliggesprochen.

### Ein Steyler Missionsbruder († 1943)
Der Steyler Missionsbruder Grzegorz Frąckowiak arbeitete in einer Druckerei in Jarocin, wo verbotene Flugblätter gedruckt wurden. Obwohl er sich an deren Herstellung und Verbreitung schon seit längerer Zeit nicht mehr beteiligt hatte und der Verhaftung bei einer Razzia durch die Gestapo im Herbst 1942 zunächst entkam, stellte er sich danach den Deutschen und nahm die Schuld für die Aktion auf sich, um die übrigen Gefangenen zu retten. Tatsächlich wurden andere Verdächtige freigelassen. Er selbst wurde zunächst in das NS-Gefängnis in Środa und anschließend nach Fort VII in Posen gebracht, wo er grausame Verhöre und schwere Folterungen erdulden musste. Schließlich wurde er nach Dresden gebracht und am 5. Mai 1943 durch das Fallbeil hingerichtet. Frąckowiak wurde ebenfalls am 13. Juni 1999 zusammen mit den drei Steyler Missionaren Stanisław Kubista (1898–1940), Alojzy Liguda und Ludwik Mzyk (1905–1940) von Papst Johannes Paul II. seliggesprochen.

## Gedenken
Der Ort der Hinrichtung in Dresden wurde in der DDR zu einer Gedenkstätte des antifaschistischen Widerstands. Wegen ihres kirchlichen Hintergrunds wurden die Namen der sechs von der römisch-katholischen Kirche später seliggesprochenen Opfer dort aber nicht genannt. Heute erinnert die Gedenkstätte Münchner Platz Dresden an die Hinrichtungsstätte.
Die Seligsprechung der sechs Hingerichteten gemeinsam mit 102 weiteren polnischen Opfern der deutschen Besetzung Polens im Zweiten Weltkrieg durch den selbst aus Polen stammenden Papst Johannes Paul II. fand auf dessen siebter Polenreise am 13. Juni 1999 in Warschau statt. Der Gedenktag für die sechs seligen Märtyrer vom Münchner Platz ist der 12. Juni.
Ein Grabstein auf dem Neuen Katholischen Friedhof in Dresden erinnert an das 1999 wiederentdeckte Grab der fünf jungen Männer aus Posen.
Am 1. Juni 2020 erfolgte die Neugründung der Pfarrei Selige Märtyrer vom Münchner Platz Dresden, die aus den bisherigen Pfarreien St. Petrus (Dresden-Strehlen), St. Paulus (Dresden-Plauen), St. Antonius ( Dresden-Löbtau) und St. Marien (Dresden-Cotta) gebildet wurde.